# منتخب كوراساو لاتحاد الرغبي
منتخب كوراساو لاتحاد الرغبي هو ممثل كوراساو الرسمي في المنافسات الدولية في اتحاد الرغبي .